# Sundance Film Festival 2017

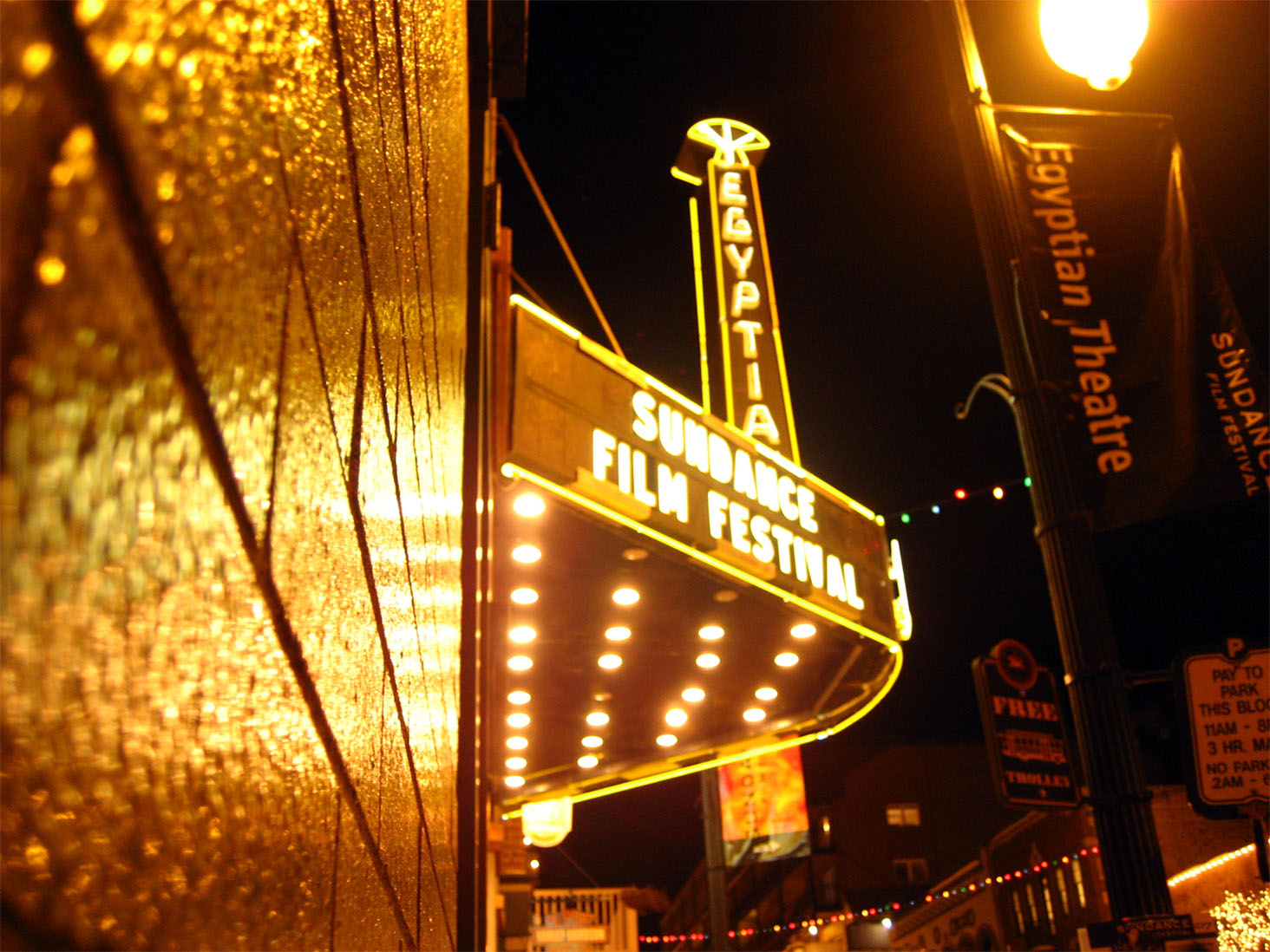
Das Mary G. Steiner Egyptian Theatre in Park City

Das 33. Sundance Film Festival fand vom 19. bis zum 29. Januar 2017 in Park City, Utah statt. Insgesamt wurden dort 113 Spielfilme aus 31 verschiedenen Ländern vorgestellt, darunter 95 Filme, die im Rahmen des Festivals ihre Weltpremiere feierten. Zu den Filmen, die dort ihre Premiere feierten, zählten Autorenfilme wie A Ghost Story von David Lowery und das Biopic Roxanne Roxanne von Michael Larnell, aber auch eine Reihe von Regiedebüts, wie der Kriminalfilm Fremd in der Welt von Macon Blair, Ingrid Goes West von Matt Spicer und Columbus des Regisseurs Kogonada. Auch Cory Finley stellte sein Regiedebüt Vollblüter vor, ein Teenie-Thriller, bei dem es sich um einen der letzten veröffentlichten Film handelte, in dem der im Juni 2016 verstorbene Schauspieler Anton Yelchin eine Rolle übernommen hatte. Im Rahmen des U.S. Dramatic Competition feierten Filme wie Die Abenteuer von Brigsby Bär von Dave McCary und das Antikriegsdrama The Yellow Birds von Alexandre Moors ihre Weltpremiere. Im World Cinema Dramatic Competition wurde der in Berlin gedrehte Thriller Berlin Syndrom von Cate Shortland vorgestellt, in dessen Rahmen auch das Spielfilmregiedebüt Axolotl Overkill von Helene Hegemann gezeigt wurde, die auch das Drehbuch zum Film schrieb. Auch die Science-Fiction-Filme The Discovery und Rememory, in dem Yelchin ebenfalls in einer Hauptrolle zu sehen ist, aber auch Animationsfilme wie Asteroids! und afrikanische Produktionen wie Hairat wurden im Rahmen des Festivals erstmals einem Publikum vorgestellt. Der Eröffnungsfilm war eine Fortsetzung zum Dokumentarfilm Eine unbequeme Wahrheit.
Neu waren im Jahr 2017 die Film Music Events. Zudem wurden auch verstärkt verschiedene Folgen von Fernsehserien und von Miniserien erstmals oder exklusiv gezeigt, so eine Dokuserie von Jay-Z mit dem Titel Time: The Kalief Browder Story und einige Original Series und Dokuserien von Netflix, so die Pilotfolge von Hot Girls Wanted: Turned On. Die Amazon Studios stellten die ersten drei Folgen von I Love Dick vor und Fox zwei Folgen der Miniserie Shots Fired.
Als Bester Film ging Dina von Dan Sickles und Antonio Santini aus dem U.S. Documentary Competition hervor. Im U.S. Dramatic Competition wurde Fremd in der Welt von Macon Blair als Bester Film ausgezeichnet. Im Rahmen der Preisverleihungen für Short Films wurde der deutsche Kurzfilm Kaputt (Festivaltitel Broken – The Women's Prison at Hoheneck) von Alexander Lahl und Volker Schlecht mit dem Short Film Jury Award: Animation ausgezeichnet. Der siebenminütige Animationsfilm erzählt vom Frauengefängnis Hoheneck.

## Wettbewerbsfilme und Programm der offiziellen Sektionen
Beim Sundance Film Festival werden in verschiedenen Sektionen und Kategorien Preise verliehen. Dokumentationen und Spielfilme gehen getrennt in den Wettbewerb, ebenso wie US-amerikanische und ausländische Produktionen. Hierdurch entstehen die vier Hauptwettbewerbe U.S. Dramatic Competition, U.S. Documentary Competition, World Cinema Dramatic Competition und der World Cinema Documentary Competition. Darüber hinaus gibt es noch einige weitere Kategorien außer Konkurrenz.

### U.S. Dramatic Competition

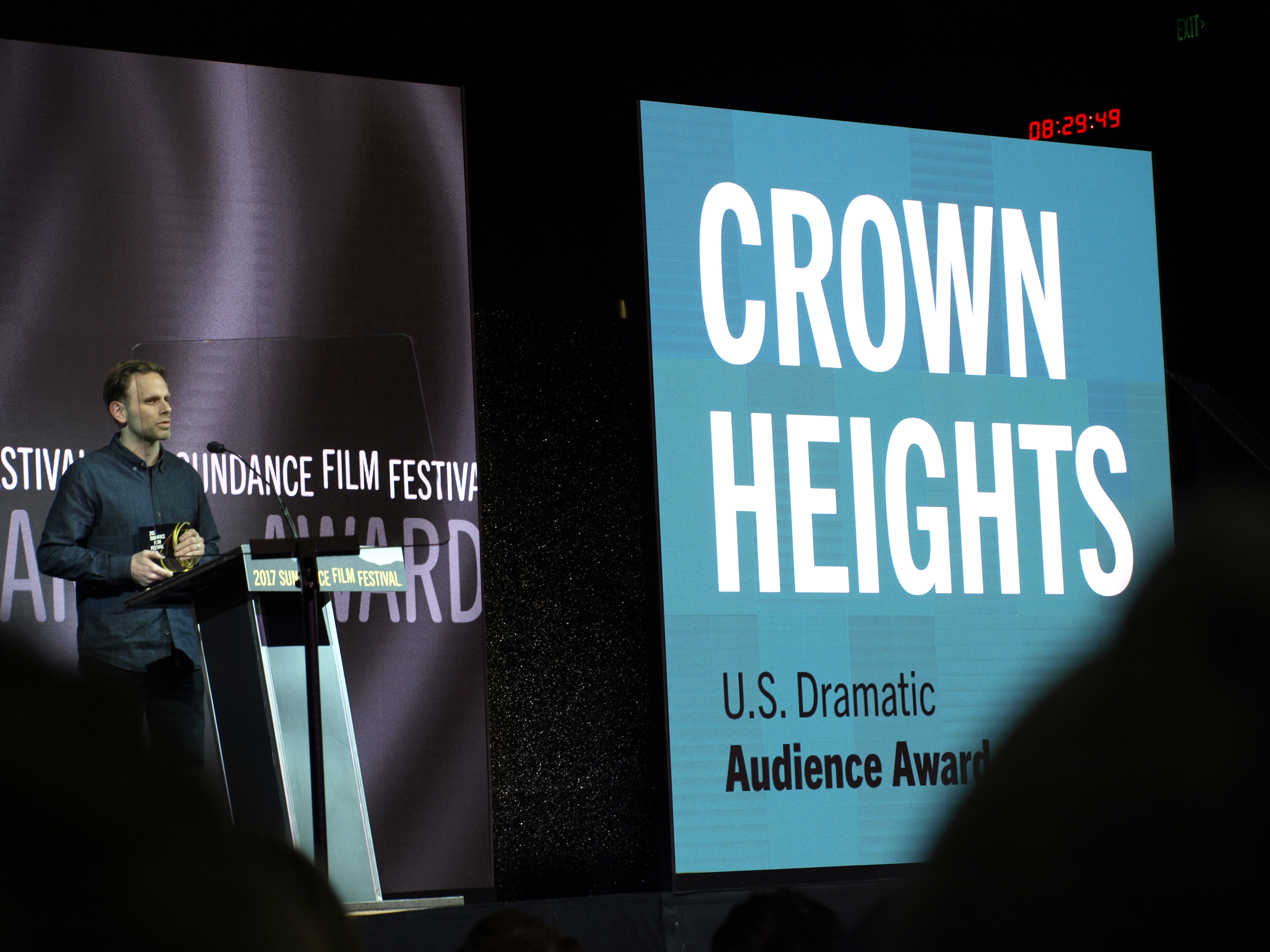
Ausgezeichnet mit dem Audience Award: das US-amerikanische Filmdrama Crown Heigts

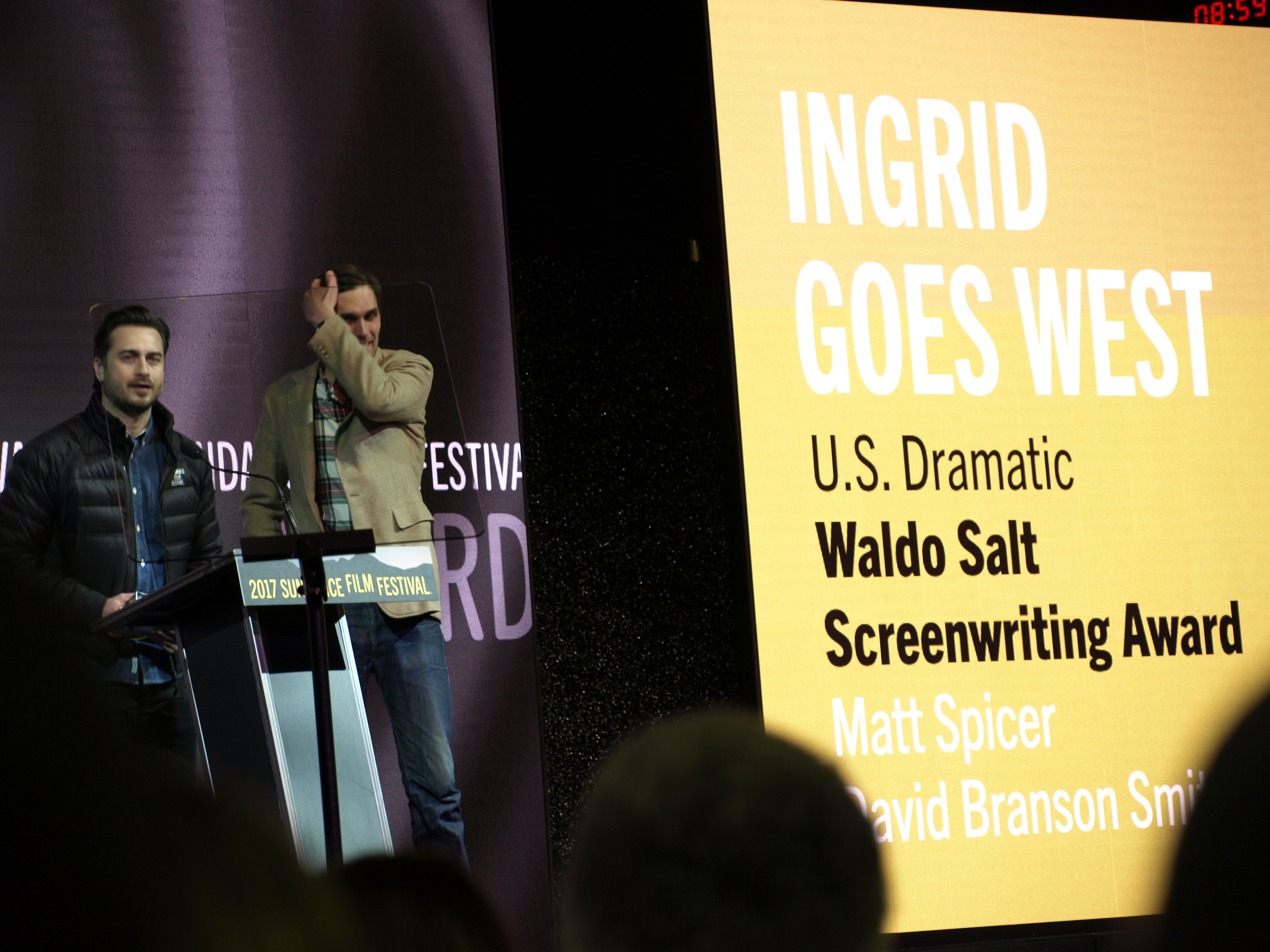
Ingrid Goes West wurde mit dem Waldo Salt Screenwriting Award ausgezeichnet

Im U.S. Dramatic Competition wurden 16 US-amerikanische Independent-Filme vorgestellt, die im Rahmen des Wettbewerbes ihre Weltpremiere feierten.
- Band Aid – Zoe Lister-Jones
- Beach Rats – Eliza Hittman
- Die Abenteuer von Brigsby Bär – Dave McCary
- Burning Sands – Gerard McMurray
- Crown Heights – Matt Ruskin
- Fremd in der Welt (I Don’t Feel at Home in This World Anymore) – Macon Blair
- Golden Exits – Alex Ross Perry
- The Hero – Brett Haley
- Ingrid Goes West – Matt Spicer
- Landline – Gillian Robespierre
- Novitiate – Maggie Betts
- Patti Cake$ – Queen of Rap (Patti Cake$) – Geremy Jasper
- Roxanne Roxanne – Michael Larnell
- To the Bone – Marti Noxon
- Walking Out – Alex Smith und Andrew J. Smith
- The Yellow Birds – Alexandre Moors

### U.S. Documentary Competition
Im U.S. Documentary Competition wurden 16 US-amerikanische Dokumentarfilme vorgestellt, die im Rahmen des Wettbewerbes ihre Weltpremiere feierten.
- Casting JonBenet – Kitty Green
- Chasing Coral – Jeff Orlowski
- City of Ghosts – Matthew Heineman
- Dina – Dan Sickles & Antonio Santini
- Dolores – Peter Bratt
- The Force – Pete Nicks
- Ikarus (Icarus) – Bryan Fogel

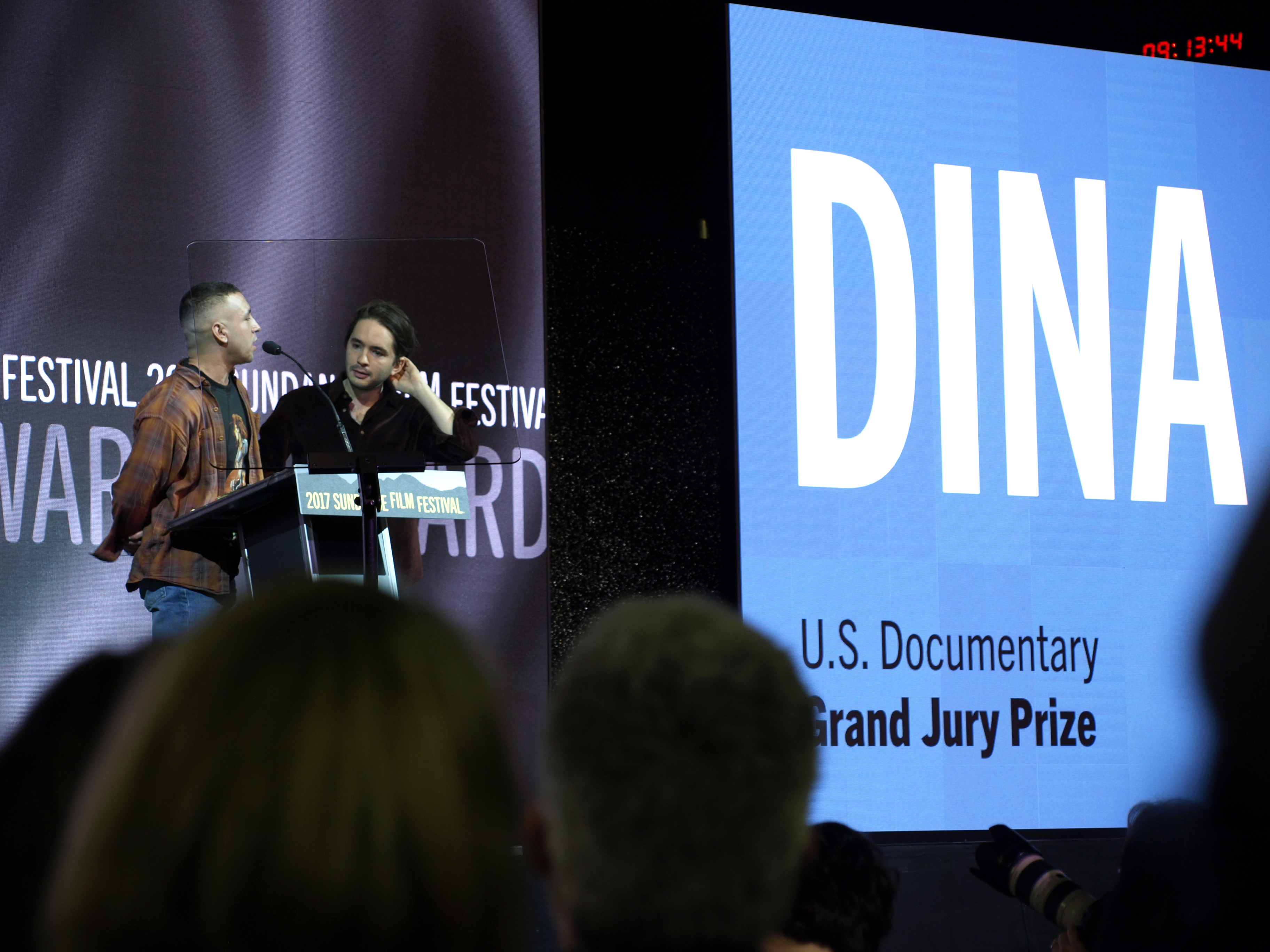
Mit dem U.S. Grand Jury Prize wurde der Dokumentarfilm Dina ausgezeichnet

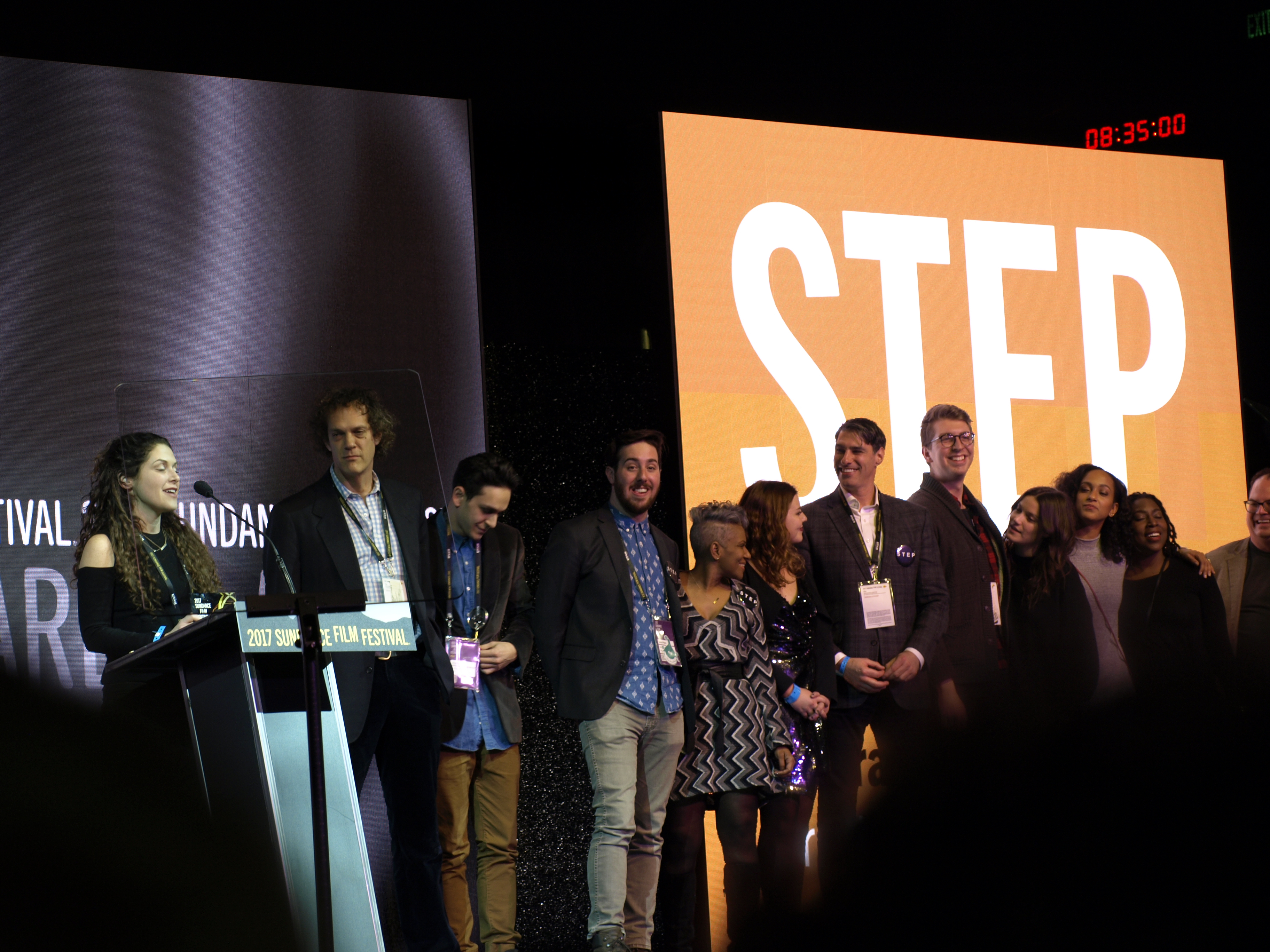
Gewinner des U.S. Documentary Special Jury Award for Inspirational Filmmaking war Step

- The New Radical – Adam Bhala Lough
- Nobody Speak: Hulk Hogan, Gawker and Trials of a Free Press – Brian Knappenberger
- Quest – Jonathan Olshefski
- Step – Amanda Lipitz
- Strong Island – Yance Ford
- Trophy – Shaul Schwarz und Christina Clusiau
- Unrest – Jennifer Brea
- Water & Power: A California Heist – Marina Zenovich
- Whose Streets? – Sabaah Folayan und Damon Davis

Mehrere der im Documentary Competition gezeigten Filme befanden sich in der Vorauswahl, aus der die Academy of Motion Picture Arts and Sciences die Nominierungen für die Oscarverleihung 2018 in der Kategorie Bester Dokumentarfilm bestimmte, so Chasing Coral, City of Ghosts, Ikarus, Strong Island und Unrest.

### World Cinema Dramatic Competition
In der Sektion World Dramatic werden Filme aus verschiedensten Ländern gezeigt, die im World Cinema Dramatic Competition konkurrieren. Die gezeigten Filme sollen die Arbeiten von neuen Filmemachern vorstellen.
- Axolotl Overkill – Helene Hegemann, Deutschland
- Berlin Syndrom (Berlin Syndrome) – Cate Shortland, Australien
- Carpinteros (Festivaltitel Woodpeckers) – José María Cabral, Dominikanische Republik
- Don't Swallow My Heart, Alligator Girl! – Felipe Bragança, Brasilien/Niederlande/Frankreich/Paraguay
- Family Life – Alicia Scherson und Cristián Jiménez, Chile
- Free and Easy – Geng Jun, Hongkong
- God’s Own Country – Francis Lee, Vereinigtes Königreich
- I Dream in Another Language – Ernesto Contreras, Mexiko
- Die Wunde (Inxeba) – John Trengove, Südafrika
- Meine glückliche Familie (Chemi bednieri ojakhi) – Nana Ekvtimishvili und Simon Groß, Georgien/Deutschland
- Die Nile Hilton Affäre (The Nile Hilton Incident) – Tarik Saleh, Schweden
- Pop Aye – Kirsten Tan, Singapur/Thailand

### World Cinema Documentary Competition
In der Sektion World Documentaries werden internationale Dokumentarfilme vorgestellt, die im Rahmen des World Cinema Documentary Competition konkurrieren.

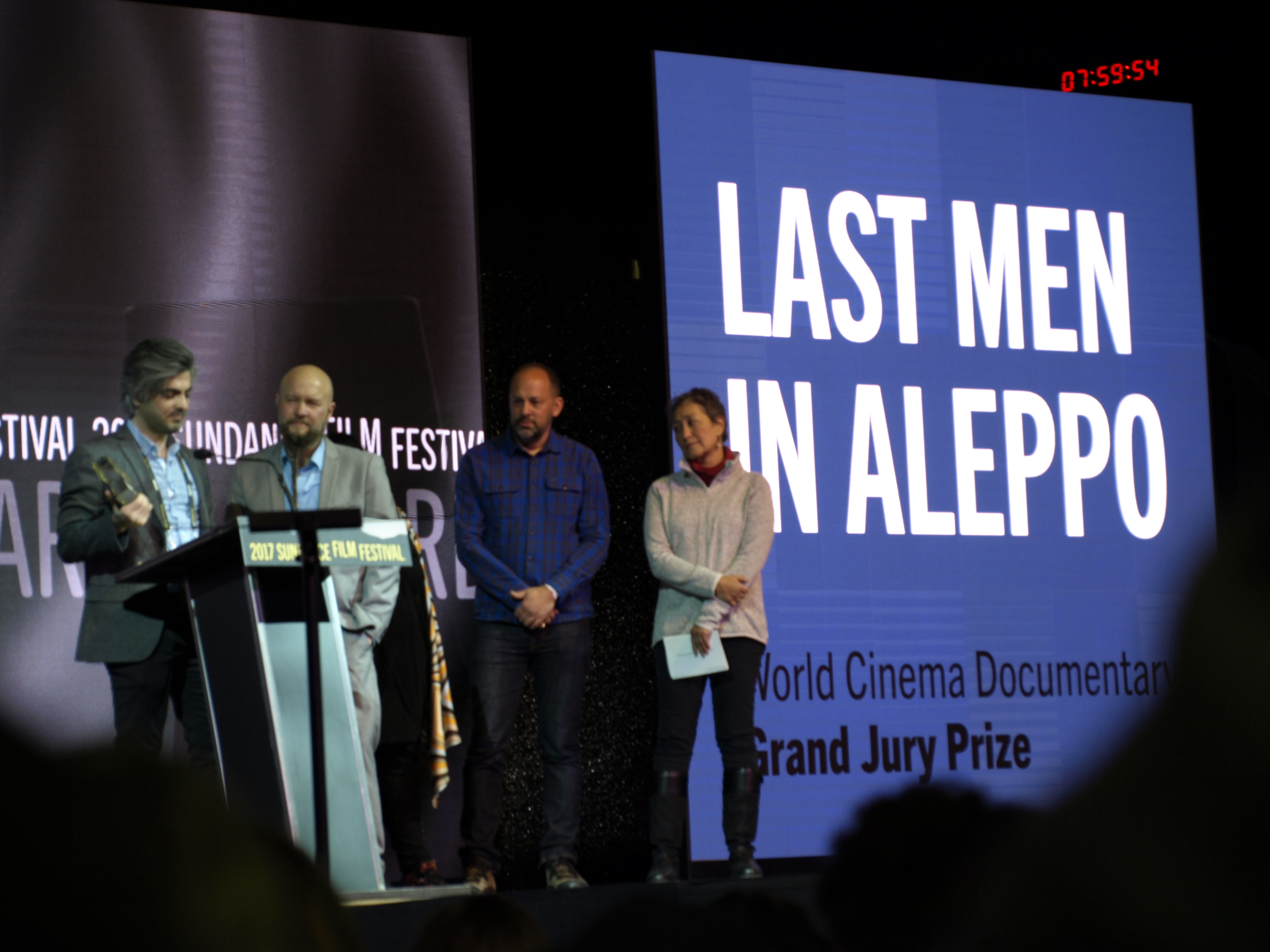
Mit dem World Cinema Grand Jury Prize wurde der Dokumentarfilm Last Men in Aleppo von Feras Fayyad ausgezeichnet

- Die Babyfabrik von Manila (Motherland) – Ramona S. Diaz
- The Good Postman – Tonislaw Christow
- In loco parentis – Neasa Ní Chianáin und David Rane
- It’s Not Yet Dark – Frankie Fenton
- Joshua: Teenager vs. Superpower – Joe Piscatella
- Last Men in Aleppo – Feras Fayyad
- Machines – Rahul Jain
- Plastic China – Jiu-liang Wang
- Rumble: The Indians Who Rocked The World – Catherine Bainbridge
- Tokyo Idols – Kyoko Miyake
- Winnie – Pascale Lamche
- The Workers Cup – Adam Sobel

### Weitere Premieren

#### Spielfilme

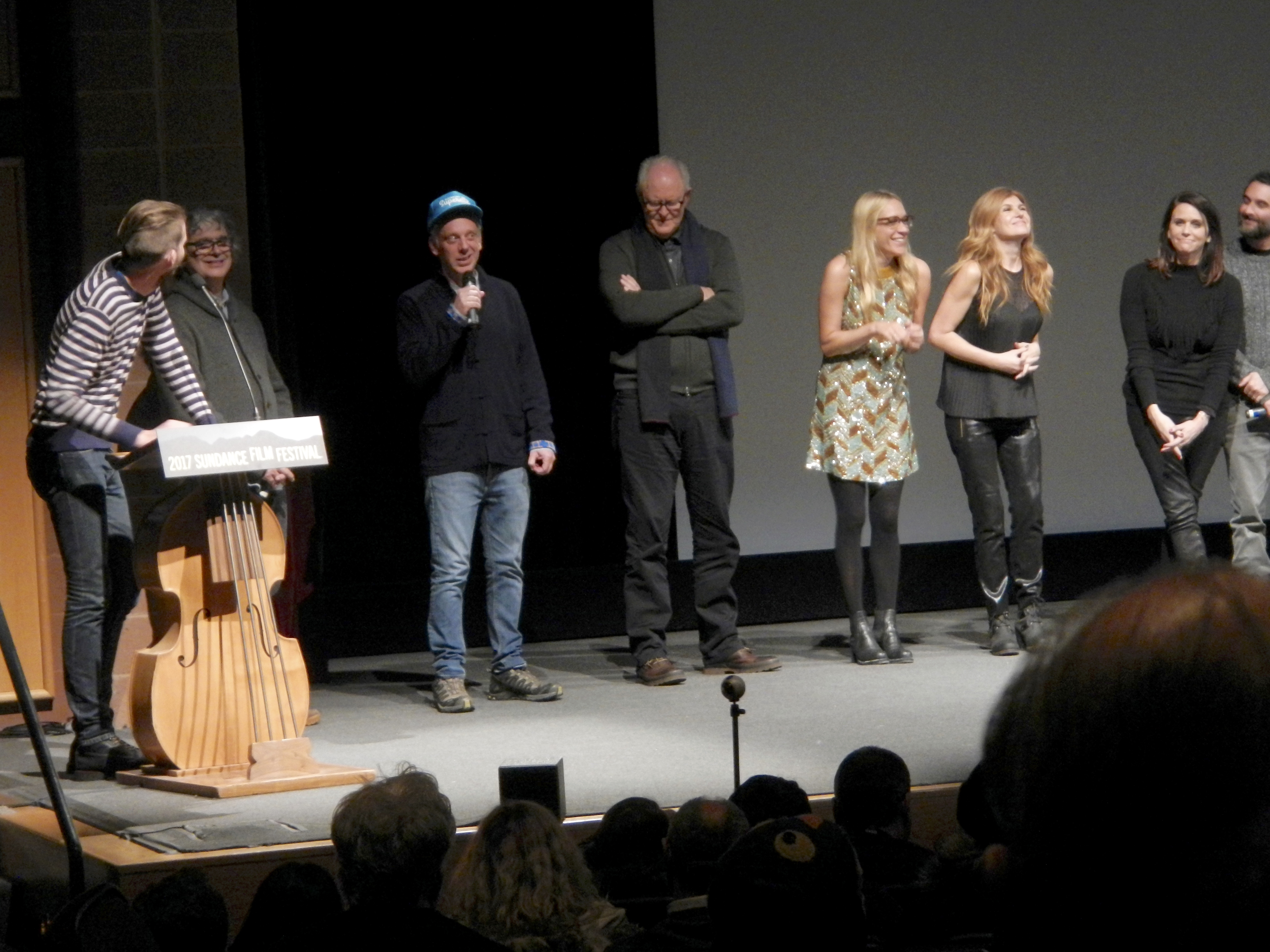
Mike White, John Lithgow, Chloë Savigny, Connie Britton, Amy Landecker und Jay Duplass bei der Premiere des Films Beatriz at Dinner

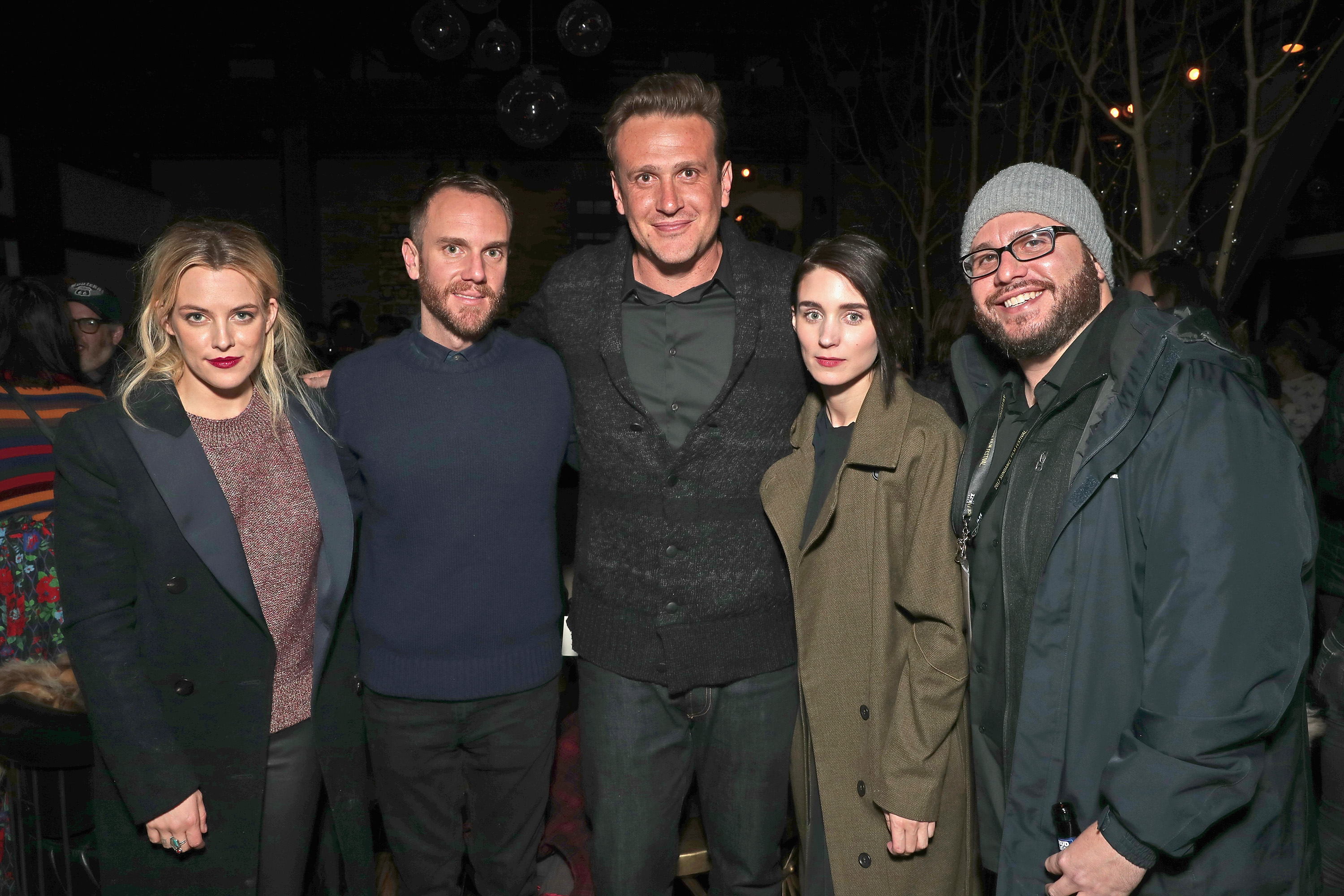
Teile des Stabs und der Besetzung des Films The Discovery bei der Premiere

Neben denen in den U.S. und World Competitions gezeigten Filmen werden einige weitere im Rahmen des Sundance Film Festivals ihre Weltpremiere feiern.
- Beatriz at Dinner – R: Miguel Arteta, D: Mike White
- Wenn du stirbst, zieht dein ganzes Leben an dir vorbei, sagen sie (Before I Fall) – R: Ry Russo-Young, D: Maria Maggenti
- The Big Sick  – R: Michael Showalter, D: Emily V. Gordon, Kumail Nanjiani
- Call Me by Your Name – R: Luca Guadagnino, D: James Ivory, Luca Guadagnino
- The Discovery – R: Charlie McDowell, D: Charlie McDowell, Justin Lader
- Fun Mom Dinner – R: Alethea Jones, D: Julie Rudd
- Get Out – R/D: Jordan Peele
- The Incredible Jessica James – R/D: Jim Strouse
- Manifesto – R/D: Julian Rosefeldt
- Marjorie Prime – R/D: Michael Almereyda
- Mudbound – R: Dee Rees, D: Virgil Williams, Dee Rees
- Newness – R: Drake Doremus, D: Ben York Jones
- The Polka King – R: Maya Forbes, D: Maya Forbes, Wallace Wolodarsky
- Rebel in the Rye – R/D: Danny Strong
- Rememory – R: Mark Palansky, D: Michael Vukadinovich, Mark Palansky
- Sidney Hall – R: Shawn Christensen, D: Shawn Christensen, Jason Dolan
- Where is Kyra? – R: Andrew Dosunmu, D: Darci Picoult
- Wilson – R: Craig Johnson, D: Daniel Clowes
- Wind River – R/D: Taylor Sheridan
- Zu guter Letzt (The Last Word) – R: Mark Pellington, D: Stuart Ross Fink

#### Dokumentarfilme (Auswahl)
Außerhalb des Wettbewerbs finden Premieren einer Reihe weiterer Dokumentarfilme statt.
- 500 Years – R: Pamela Yates
- Legion of Brothers – R: Greg Barker
- Oklahoma City – R: Barak Goodman
- Rancher, Farmer, Fisherman – R: Susan Froemke und John Hoffman
- Tell Them We Are Rising: The Story of Black Colleges and Universities – R: Stanley Nelson
- Trumped: Inside the Greatest Political Upset of All Time – R: Banks Tarver, Ted Bourne und Mary Robertson

### NEXT (Auswahl)
In der Sektion NEXT werden Filme mit einem innovativen, zukunftsweisenden Ansatz gezeigt, die geeignet erscheinen, den US-amerikanischen Film nachhaltig zu beeinflussen.
- Columbus – R/D: Kogonada

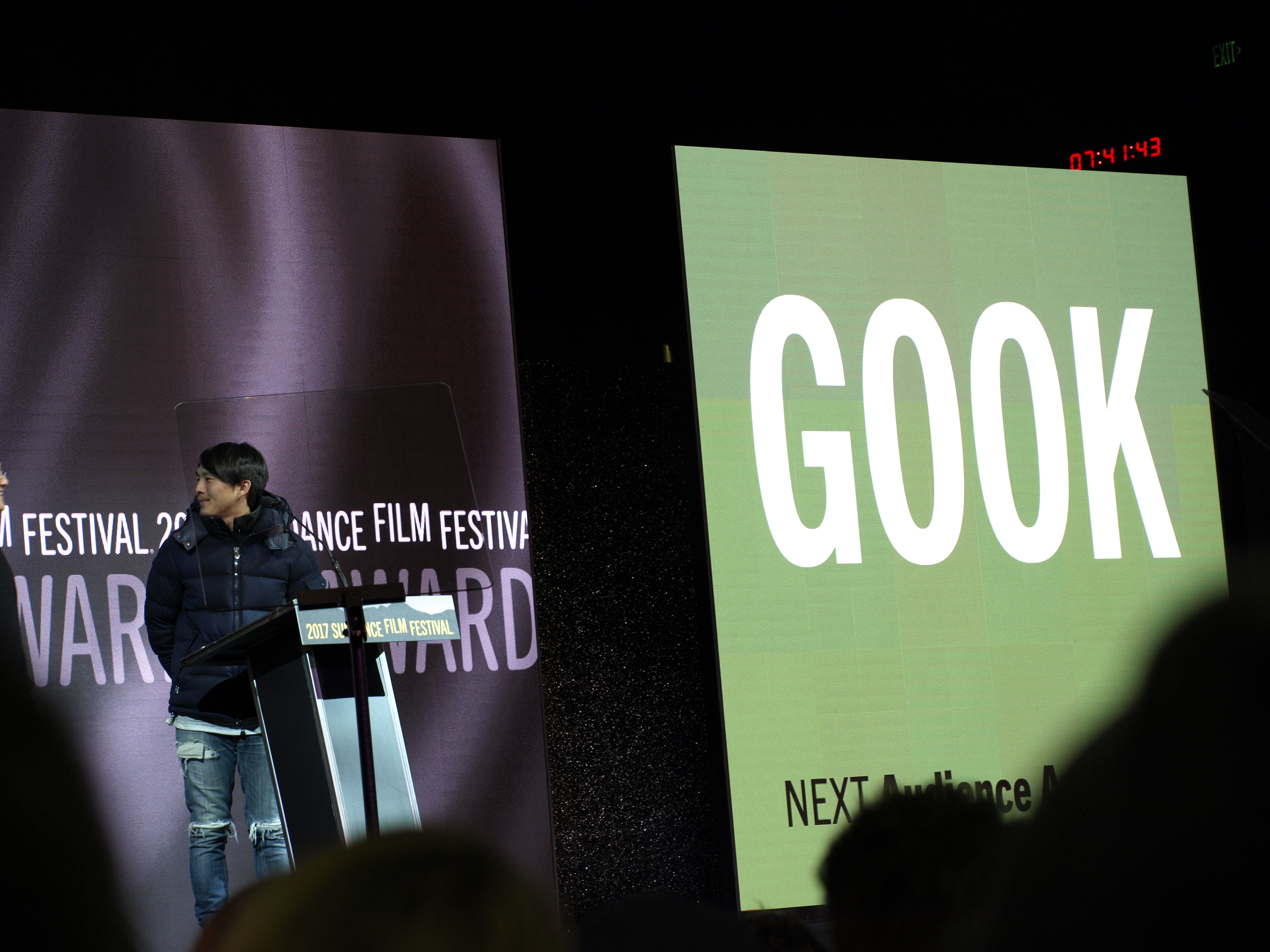
Der Film Gook von Justin Chon gewann den Audience Award in der Sektion NEXT

- Dayveon – R: Amman Abbasi, D: Amman Abbasi und Steven Reneau
- Deidra & Laney Rob a Train – R: Sydney Freeland, D: Shelby Farrell
- A Ghost Story – R/D: David Lowery
- Gook – R/D: Justin Chon
- L.A. Times – R/D: Michelle Morgan
- Lemon – R: Janicza Bravo, D: Janicza Bravo und Brett Gelman
- Menashe – R: Joshua Z Weinstein, D: Joshua Z Weinstein, Alex Lipschultz und Musa Syeed
- Person to Person – R/D: Dustin Guy Defa
- Vollblüter – R/D: Cory Finley

### Midnight
In der Sektion Midnight werden im Rahmen von Weltpremieren und internationalen Premieren neben Horrorfilmen und Komödien auch Filme gezeigt, die einer Genreklassifikation trotzen, darunter auch der Kurzfilm Snatchers von Stephen Cedars und Benji Kleiman, aber auch die Fernsehserie Pineapple nach einer Idee von Arkasha Stevenson.
- 78/52 – R: Alexandre O. Philippe
- Bad Day for the Cut – R: Chris Baugh, D: Chris Baugh und Brendan Mullin
- Bitch – R/D: Marianna Palka
- Bushwick – R: Cary Murnion und Jonathan Milott, D: Nick Damici und Graham Reznick
- Killing Ground – R/D: Damien Power
- Kuso – R: Steven Ellison, D: Steven Ellison, David Firth und Zach Fox
- The Little Hours – R/D: Jeff Baena
- Pineapple – R/D: Arkasha Stevenson
- Snatchers – R: Stephen Cedars und Benji Kleiman, D: Scott Yacyshyn, Benji Kleiman und Stephen Cedars
- XX – R/D: Annie Clark, Karyn Kusama, Roxanne Benjamin und Jovanka Vuckovic

### Spotlight (Auswahl)
Eine Auswahl an Filmen, die bereits bei anderen Filmfestivals ihre Premiere feierten und in der Sektion Spotlight gezeigt werden.
- Colossal – R: Nacho Vigalondo
- Frantz – R: François Ozon
- Ihre beste Stunde – Drehbuch einer Heldin (Their Finest) – R: Lone Scherfig

### Short Films (Auswahl)
Im Rahmen der Short Films werden beim Sundance Film Festival internationale Kurzfilme gezeigt. Die Preisverleihung für Kurzfilme fand bereits vorgezogen statt.
- Alone (USA, R: Garrett Bradley)
- And So We Put Goldfish in the Pool (Japan, R/D: Makoto Nagahisa)
- And the Whole Sky Fit in the Dead Cow's Eye (Chile/USA, R/D: Francisca Alegría)
- Dadyaa — The Woodpeckers of Rotha (Nepal/Frankreich, R/D: Pooja Gurung, Bibhusan Basnet)
- Kaputt (Festivaltitel Broken – The Women's Prison at Hoheneck, Deutschland, R: Volker Schlecht und Alexander Lahl, D: Alexander Lahl und Max Mönch)
- Laps (USA, R/D: Charlotte Wells)
- Lucia, Before and After (USA, R/D: Anu Valia)

## Weiteres Programm

### Climate Change Lab
In der neu eingerichteten Klima-Sektion des Festivals werden ausschließlich Filme und Filmprojekte vorgestellt, die sich mit der Umwelt und dem nachhaltigen Umgang mit ihr beschäftigt.
Die Frage, die hierbei im Vordergrund steht, ist, ob eine Zusammenarbeit von Umweltschützern und Filmemachern helfen kann, eine Öffentlichkeit zum Thema Klimawandel herzustellen, dessen Rolle in Filmen bislang marginal und bislang vornehmlich in der Welt des Dokumentar- und Independent-Films thematisiert wird. Dem Sundance Institute war aufgefallen, dass es abgesehen von einigen bemerkenswerten Ausnahmen erstaunlich wenig Arbeiten zum Klimawandel gibt. Zu den im Rahmen des Climate Change Labs vorgestellten Projekten und Filmen gehören neben einer Fortsetzung von Eine unbequeme Wahrheit, dem Eröffnungsfilm des Sundance Film Festivals 2017, noch folgende weitere:
- Plastic China – R: Jiuliang Wang
- El Buzo (The Diver – R: Esteban Arrangoiz)

### Panel: Music & Film – The Creative Process
Die BMI Foundation veranstaltet im Rahmen des Sundance Film Festivals einen Runden Tisch mit Filmkomponisten und Regisseuren. Das Panel erfolgt unter der Überschrift Music & Film – The Creative Process. Die Veranstaltung ist für den 24. Januar 2017 vorgesehen und soll im Base Camp des Festivals in Park City stattfinden. Moderiert wird die Veranstaltung von Doreen Ringer-Ross. Zu den Diskussionsteilnehmern gehören der Leiter des Sundance-Institute-Filmmusikprogramms Peter Golub, dessen Berater George S. Clinton, Filmkomponisten wie Greg Tripi, Tyler Strickland, H. Scott Salinas und Matthew Atticus Berger und Regisseure wie Mark Palansky, Michael Barnett, Matthew Heineman, Kief Davidson und Pedro Kos, mit denen die Filmkomponisten zuvor zusammengearbeitet hatten.

### Fernsehserien
Im Rahmen des Sundance Film Festivals 2017 wurden neben Filmen zudem verstärkt Fernsehserien und Miniserien vorgestellt, die dort teilweise ihre Weltpremiere feierten, in die einzelnen Sektionen integriert waren und deren Vorstellungen von Q&As begleitet wurden.
- Abstract: The Art of Design
- Downward Dog
- Gente-fied
- Hot Girls Wanted: Turned On
- I Love Dick
- Time: The Kalief Browder Story
- The Mars Generation
- Pineapple (nach einer Idee von Arkasha Stevenson, vorgestellt in der Sektion Midnight[27])
- Shots Fired

## Prämierte Filme

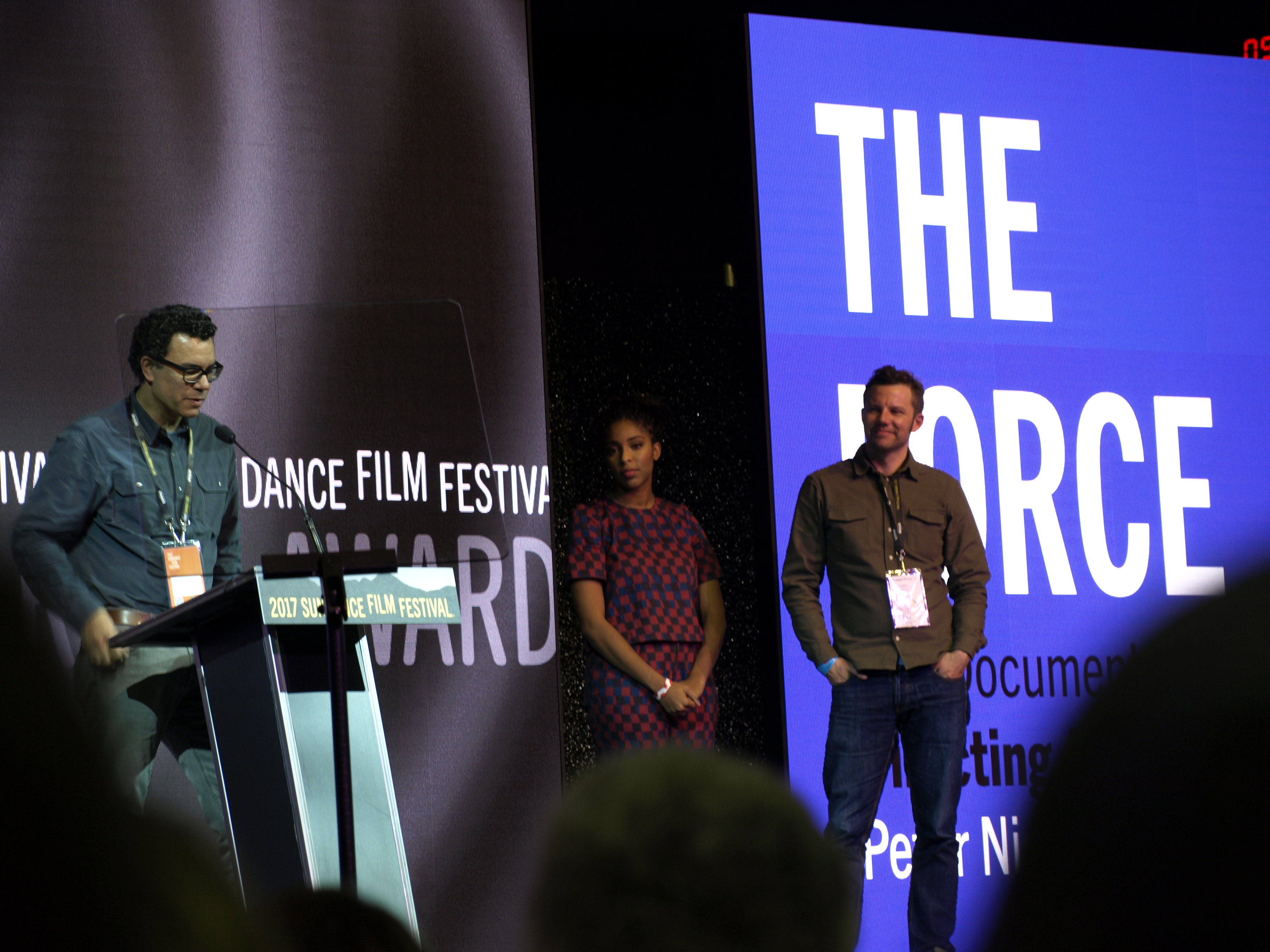
Pete Nicks gewann für den US-amerikanischen Dokumentarfilm The Force den Directing Award

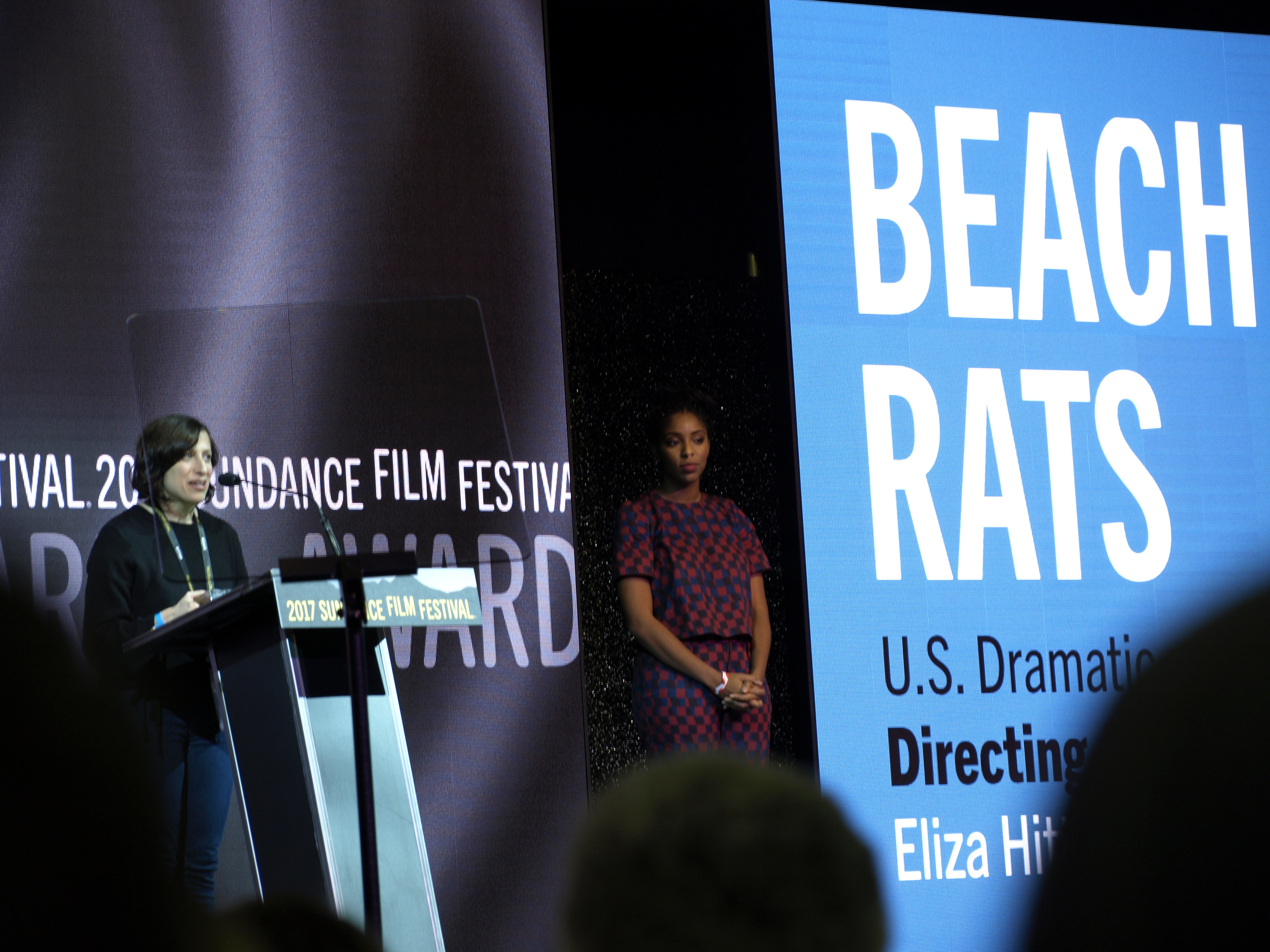
Eliza Hittman gewann mit Beach Rats den Directing Award

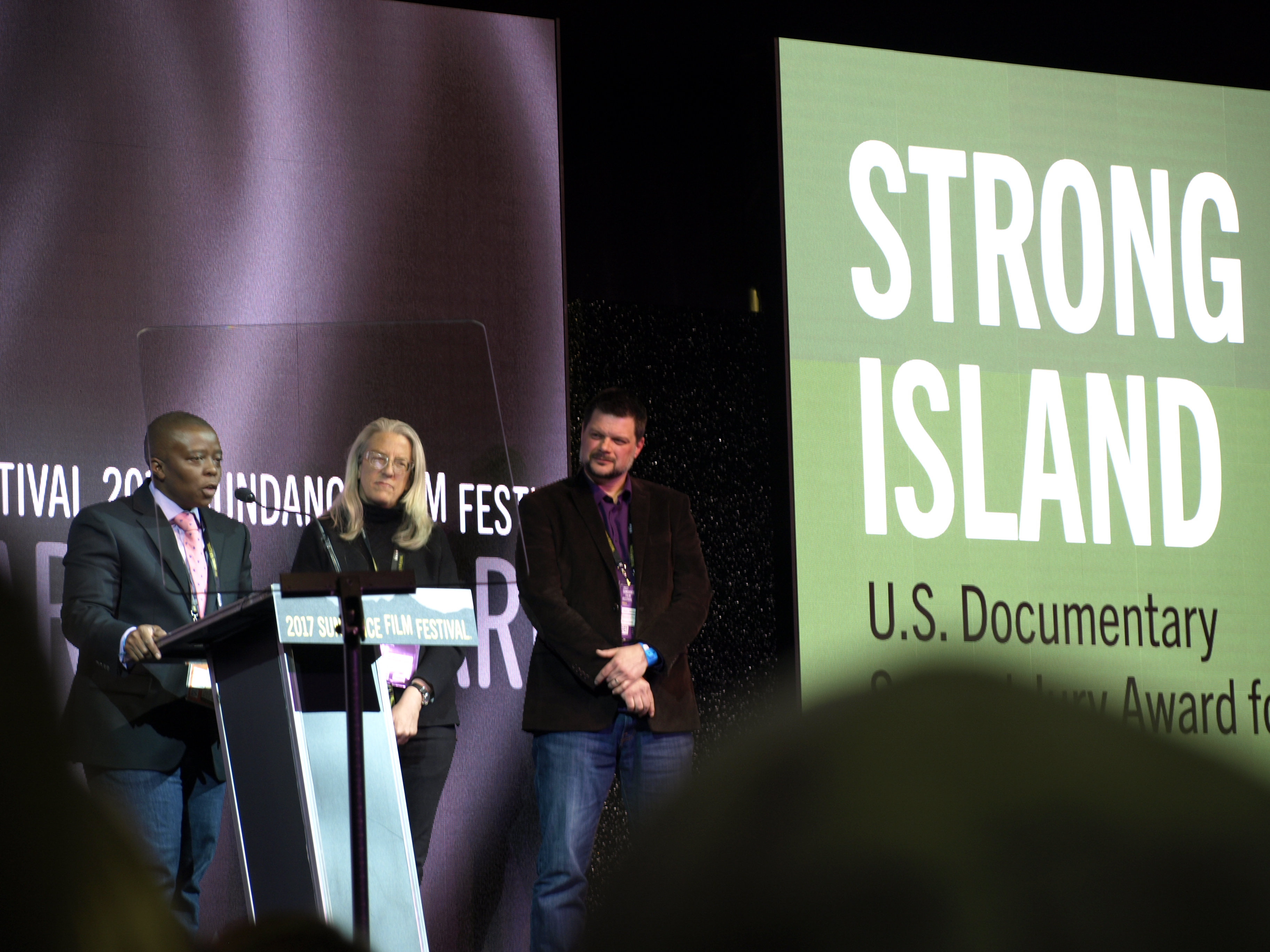
Yance Ford erhielt für Strong Island den Special Jury Award for Storytelling

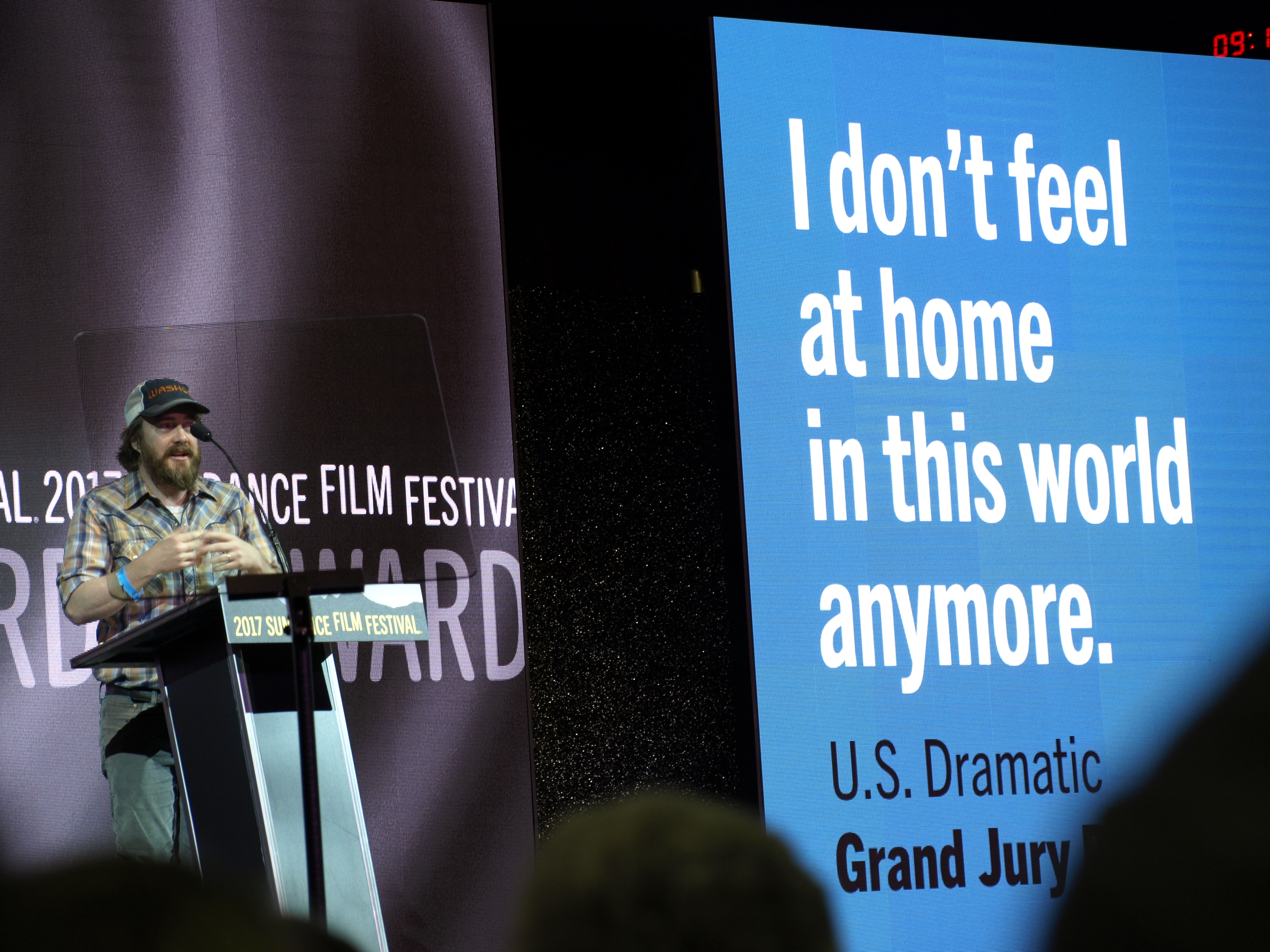
Macon Blair gewann mit seinem Filmdrama Fremd in der Welt den U.S. Grand Jury Prize. Zudem wurde der Film mit dem Amazon Studios Sundance Institute Producers Award geehrt

Die Preisverleihung fand am 28. Januar 2017 im Recreation Field House in Park City statt. Der Gewinner des Alfred P. Sloan Feature Film Prize wurde bereits am 25. Januar 2017 bekanntgegeben. Neben den Preisen in den vier Hauptwettbewerben werden auch eine Reihe von weiteren Jury- und Publikumspreisen vergeben.
- U.S. Grand Jury Prize: Documentary – Dina von Dan Sickles und Antonio Santini
- U.S. Grand Jury Prize: Dramatic – Fremd in der Welt von Macon Blair
- World Cinema Grand Jury Prize: Documentary – Last Men in Aleppo von Feras Fayyad
- World Cinema Grand Jury Prize: Dramatic – Die Nile Hilton Affäre von Tarik Saleh
- Audience Award: U.S. Documentary – Chasing Coral von Jeff Orlowski
- Audience Award: U.S. Dramatic – Crown Heights von Matt Ruskin
- Audience Award: World Cinema Documentary – Joshua: Teenager vs. Superpower von Joe Piscatella
- Audience Award: World Cinema Dramatic – I Dream in Another Language von Ernesto Contreras
- Audience Award: Best of NEXT – Gook von Justin Chon
- Directing Award: U.S. Documentary – The Force von Pete Nicks
- Directing Award: U.S. Dramatic – Beach Rats von Eliza Hittman
- Special Jury Award for Screenwriting: World Cinema Dramatic – Pop Aye von Kirsten Tan
- Special Jury Award for Cinematic Vision: World Cinema Dramatic – Free and Easy von Geng Jun
- Special Jury Award for Cinematography: World Cinema Dramatic – Axolotl Overkill, Kamera: Manuel Dacosse
- Special Jury Award for Best Cinematography: U.S. Dramatic – The Yellow Birds, Kamera: Daniel Landin
- Special Jury Award for Breakthrough Performance: U.S. Dramatic – Chanté Adams in Roxanne Roxanne
- Directing Award: World Cinema Documentary – Pascale Lamche für Winnie
- Special Jury Award for Masterful Storytelling: World Cinema Documentary – Rumble: The Indians Who Rocked The World von Catherine Bainbridge
- Special Jury Award for Commanding Vision: World Cinema Documentary – Die Babyfabrik von Manila von Ramona S. Diaz
- Special Jury Award for Storytelling: U.S. Documentary – Strong Island von Yance Ford
- Special Jury Award – The Orwell Award: U.S. Documentary – Icarus von Bryan Fogel
- Special Jury Award for Excellence in Cinematography: World Cinema Documentary – Machines von Rahul Jain
- Directing Award: World Cinema Dramatic – God’s Own Country von Francis Lee
- Waldo Salt Screenwriting Award: U.S. Dramatic – Ingrid Goes West, Drehbuch von Matt Spicer und David Branson Smith
- Special Jury Award for Editing: U.S. Documentary – Unrest von Jennifer Brea
- U.S. Documentary Special Jury Award for Inspirational Filmmaking – Step von Amanda Lipitz

Weitere Preise
- Alfred P. Sloan Feature Film Prize – Marjorie Prime von Michael Almereyda
- Amazon Studios Sundance Institute Producers Award – Anish Savjani und Neil Kopp (als Produzenten des Films Fremd in der Welt) und Joslyn Barnes (als Produzentin des Films Strong Island)[29]
- 3. Annual Horizon Award – Brittany Monét Fennell und Andy Villanueva (für zwei Kurzfilme)[30]

Zusätzliche Preise wurden auf separaten Veranstaltungen verliehen. Kurzfilme wurden am 25. Januar 2017 ausgezeichnet.
- Short Film Grand Jury Prize – And So We Put Goldfish in the Pool
- Short Film Jury Award: U.S. Fiction – Lucia, Before and After
- Short Film Jury Award: International Fiction – And the Whole Sky Fit in the Dead Cow’s Eye
- Short Film Jury Award: Non-fiction – Alone
- Short Film Jury Award: Animation – Kaputt (Festivaltitel Broken – The Women’s Prison at Hoheneck)
- Short Film Special Jury Award for Cinematography – Dadyaa — The Woodpeckers of Rotha
- Short Film Special Jury Award for Editing – Laps

## Weiteres zu den vorgestellten Filmen
Call Me by Your Name von Luca Guadagnino und Get Out von Jordan Peele wurden am Ende des Jahres im Rahmen der Golden Globe Awards 2018 als beste Filme nominiert. Letzterer wurde zudem wie auch Mudbound von Dee Rees und The Big Sick von Michael Showalter bei den Screen Actors Guild Awards 2018 in der Kategorie Bestes Schauspielensemble in einem Film nominiert.
Im Rahmen der British Independent Film Awards 2017 wurde Get Out als bester internationaler Independent-Film und God’s Own Country als bester britischer Independent-Film ausgezeichnet.

## Jurymitglieder
| U.S. Documentary Jury - Diego Buñuel - Julie Goldman - Robert Greene - Susan Lacy - Larry Wilmore World Cinema Documentary Jury - Carl Spence - Marina Stavenhagen - Lynette Wallworth | U.S. Dramatic Jury - Gael García Bernal - Peter Dinklage - Jody Hill - Jacqueline Lyanga - Jeannine C. Oppewall World Cinema Dramatic Jury - Nai An - Sônia Braga - Athina Rachel Tsangari | Alfred P. Sloan Prize Jury - Heather Berlin - Tracy Drain - Nell Greenfieldboyce - Nicole Perlman - Jennifer Phang Short Film Jury - Shirley Kurata - David Lowery - Patton Oswalt |